# 月待の滝
月待の滝（つきまちのたき）は、茨城県久慈郡大子町にある滝。高さ17m、幅12m。久慈川の支流である大生瀬川にかかる。滝の裏の岩盤が大きく抉られているため、滝の裏側に入りこむことが出来、「くぐり滝」、「裏見の滝」などの異名を持つ。1997年には、テレビドラマ『ガラスの仮面』の舞台となった。季節によりさまざまな表情を見せ、特に冬には美しい氷瀑ができる。

## 二十三夜尊信仰
ここでは古くから二十三夜尊の信仰があり、この滝の内側で二十三夜の月（月齢22.5の下弦の月）が出るのを待ち、安産などを祈願するという、いわゆる『二十三夜待（二十三夜講）』が行われていた。「月待の滝」と名づけられたのはそのためである。

## 交通アクセス
- JR水郡線下野宮駅から徒歩で約20分[4]。
- 国道118号から県道28号を経由し、県道33号沿いに進む。袋田方面から国道118号を北上すると滝への案内板が見つけやすい。

## ギャラリー

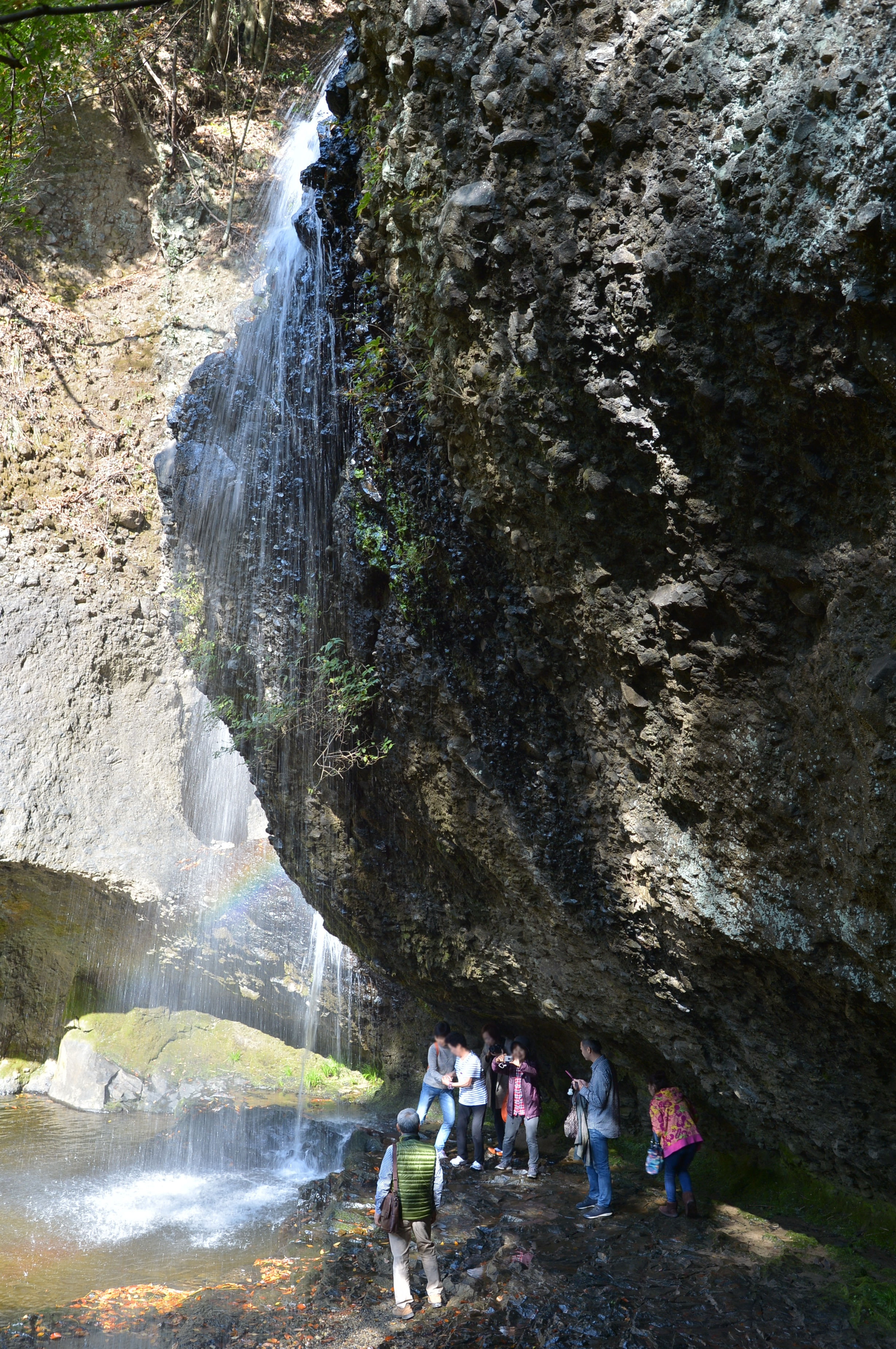
「裏見の滝」の異名を持つ
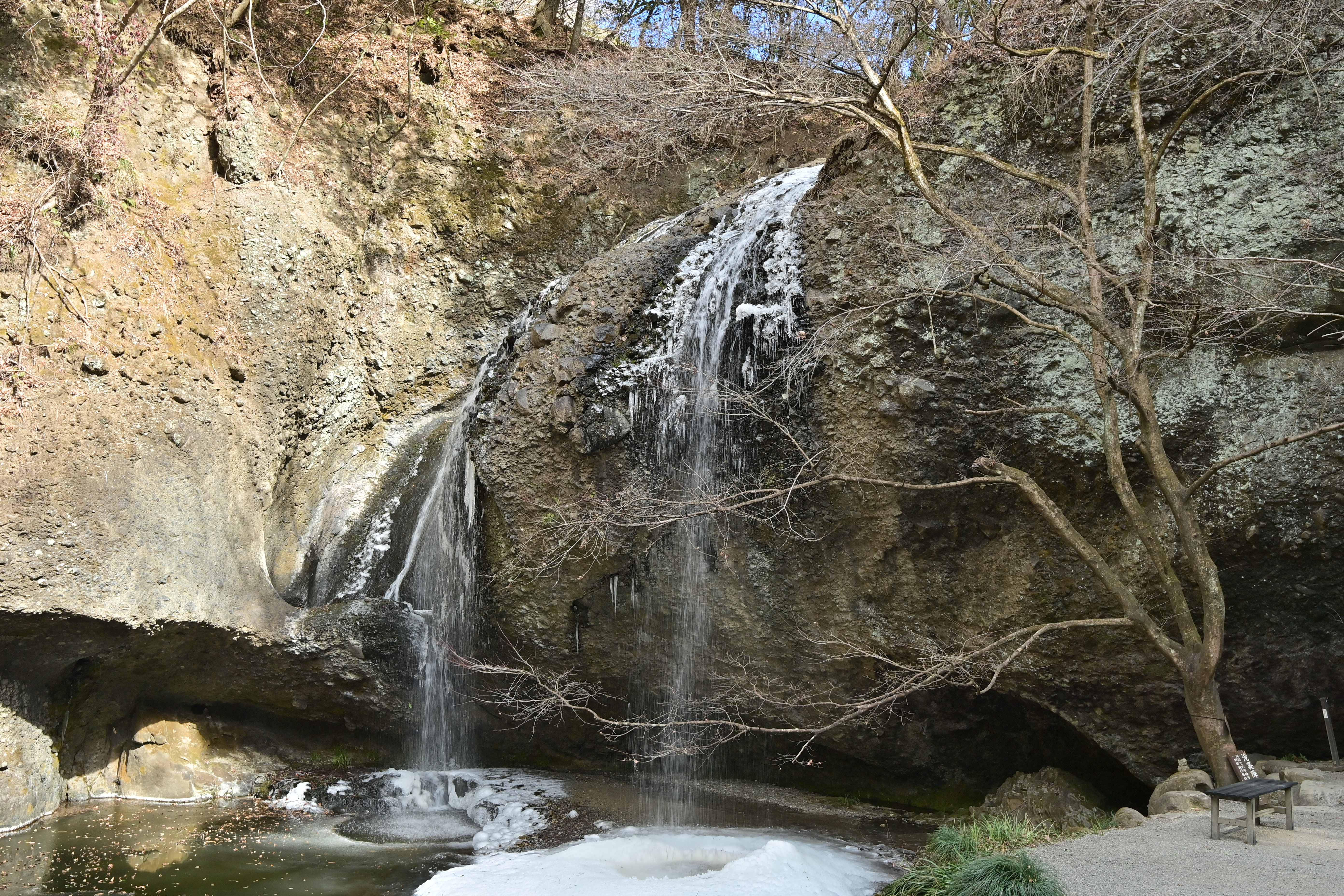
冬期
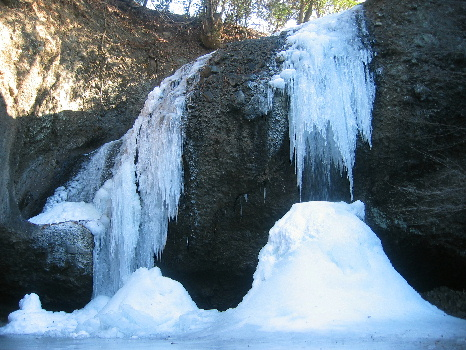
冬の氷瀑